# Сєверськ
Сєверськ (Томськ-7) — місто в Томській області Російської Федерації. Входить до числа закритих адміністративно-територіальних утворень (ЗАТУ). Населення — 108 400 осіб (станом на 1 серпня 2011). Місто розташоване на правому березі річки Том, за 12 км на північний захід від м.Томськ.

## Географія
Місто розташоване на правому березі річки Том, за 12 км на північний захід від м. Томськ.

## Демографія
Сєверськ — найбільше із закритих адміністративно-територіальних одиниць (ЗАТО) системи Росатому. Населення міста — 108 400 жителів (01.08.2011), а в межах ЗАТО (включаючи селища Самусь і Орловка, села Кіжірово, Чєрнільщіково і Сєміозєркі) — 113800 жителів.

## Адміністративний поділ

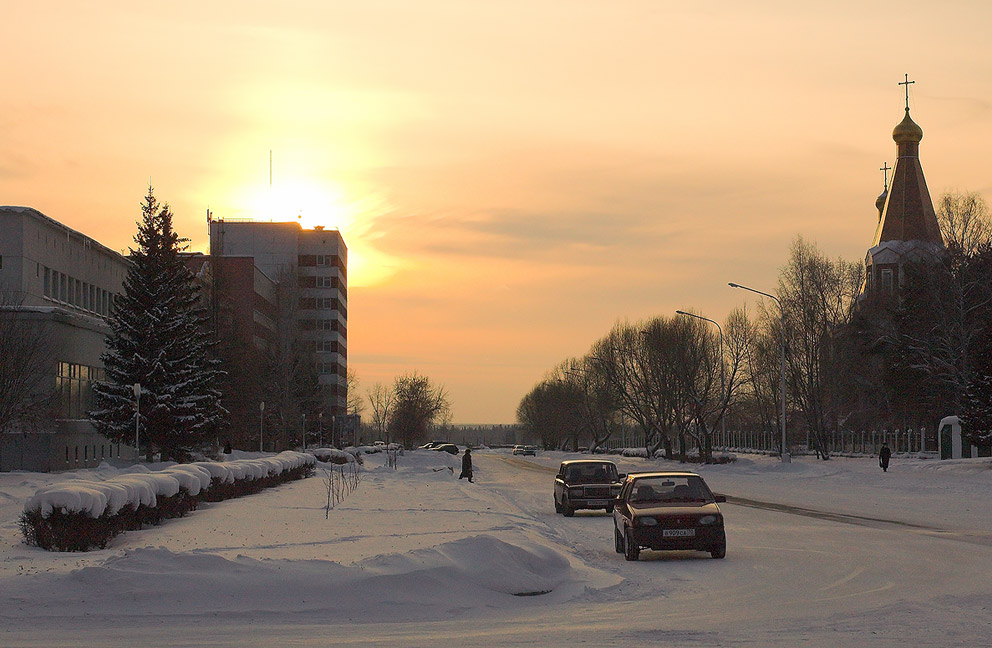
вул. Курчатова

У березні 1997 року, згідно з Указом Президента Росії, була утворена закрита адміністративно-територіальна одиниця (ЗАТО), до складу якої увійшли місто Сєверськ, селища Самусь, Орловка, Чєрнільщіково, села Кіжірово, Сєміозєркі. Загальна площа ЗАТО становить 48565 га.

## Економіка
На території міста функціонує Сибірський хімічний комбінат, обіг якого в 2009 році склав 13 962 млн руб.

## Міські ЗМІ
- Муніципальна газета «Діалог»
- Незалежна газета «Новий Діалог»
- Спеціалізована газета «Нерухомість міста Сєверська»
- Газета ВАТ «СХК» «Новий час»
- Сєверська телекомпанія «СТ-7»
- Інформаційне агентство «Радіо Сєверська»

## Пропускний режим
Місто обнесене колючим дротом з шістьма КПП. Охорона огорожі забезпечується військовими частинами 3478, 3480, 3481. Видача перепусток контролюється режимно-секретним відділом. У місто ведуть дві автомобільні дороги, на яких розташовані Центральний і Сосновський контрольно-пропускні пункти. Ще три пункти пропуску знаходяться в межах міста для виходу на набережну Томі. Раніше режимно-секретний відділ, який видавав перепустку, знаходився в Томську, на вул. Бєлінського, а з 22 травня 2007 перепустки видаються на Центральному КПП. Селища Самусь і деякі інші, хоча і входять до складу ЗАТО Сіверськ, не є територією з пропускним режимом і доступні для вільного в'їзду.

## Уродженці
- Малигін Григорій Олексійович (1970—2012) — російський актор, комік. Капітан команди КВК «Дети лейтенанта Шмидта».

## Світлини міста

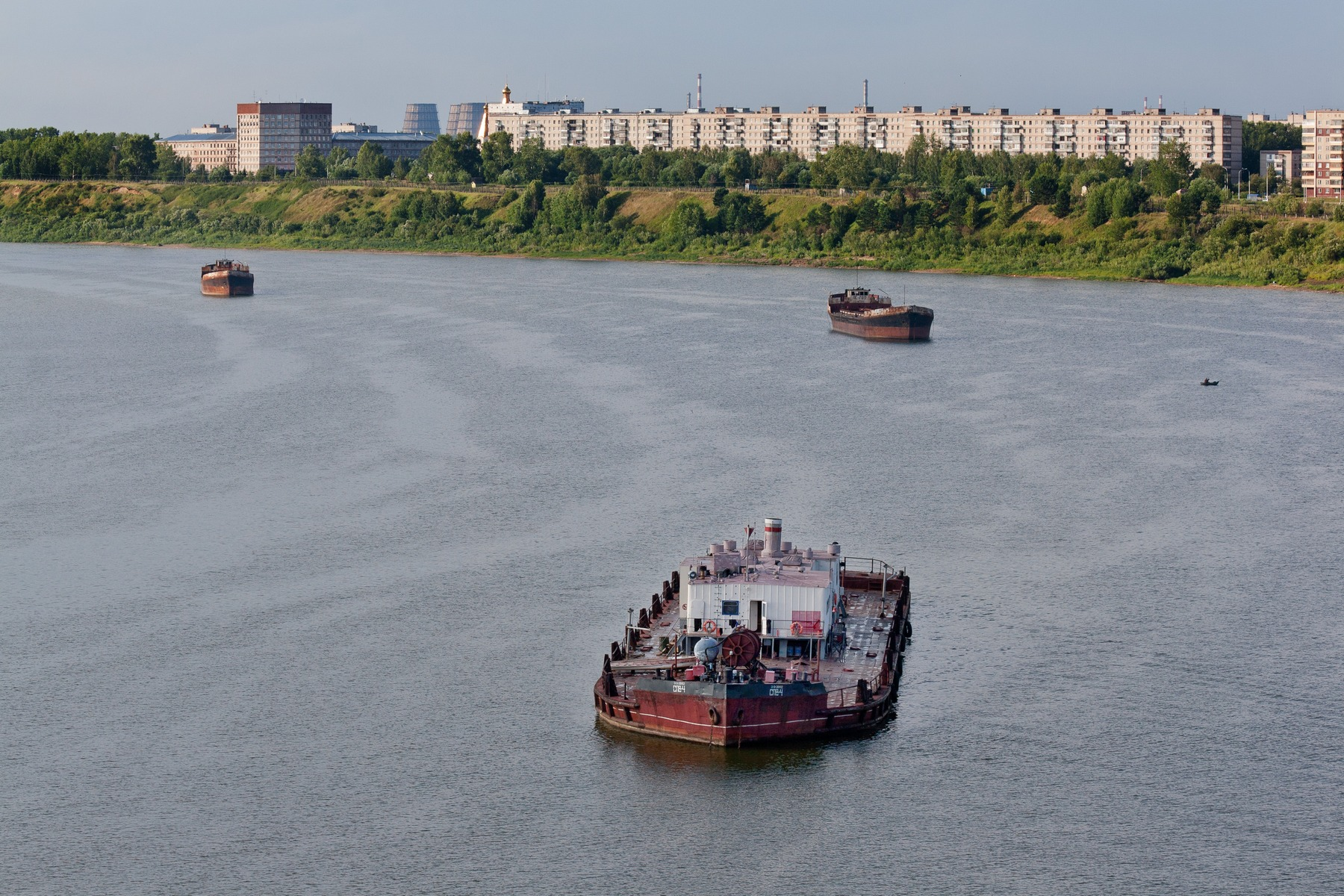
Вид на Сєверськ з нового мосту
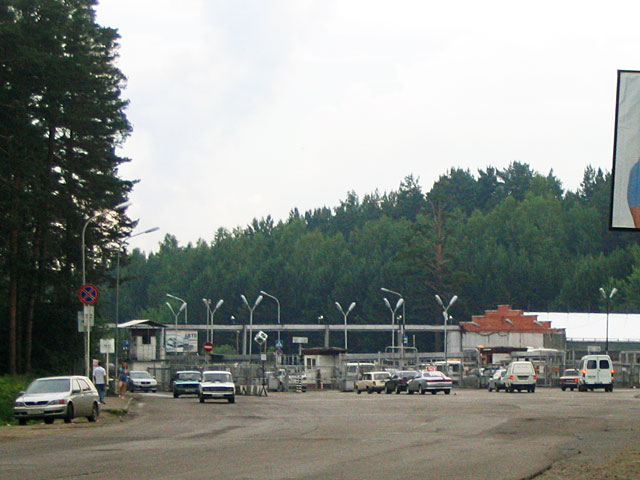
Центральний КПП для в'їзду до міста